# Kjøllefjord
Kjøllefjord è un villaggio della Norvegia, situato nella municipalità di Lebesby, nella contea di Finnmark.